# Bugatti Type 40
Der Bugatti Type 40 ist ein Pkw-Modell. Hersteller war Bugatti aus Frankreich.

## Beschreibung
Der Type 40 trat am 25. Juni 1926 die Nachfolge des Type 23 an. Er hat einen wassergekühlten Vierzylindermotor. 69 mm Bohrung und 100 mm Hub ergeben 1496 cm³ Hubraum.  Das Kurbelwellenlager besteht aus fünf Gleitlagern. Jeder Zylinder hat zwei Einlassventile und ein Auslassventil. 45 PS Leistung sind angegeben. Damit ist eine Höchstgeschwindigkeit von 120 km/h oder 125 km/h möglich.
Der Frontmotor treibt über ein Vierganggetriebe und eine Kardanwelle die Hinterachse an. Zwei Radstände von 2564 mm und 2710 mm standen zur Wahl. Die Spurweite beträgt 1200 mm. Die Fahrzeuge sind laut zweier Quellen je nach Radstand 3459 mm oder 3609 mm lang und 1450 mm breit, während eine andere Quelle 3614 mm Länge angibt. Das Fahrgestell wiegt entweder 750–760 kg oder 900 kg. Das Leergewicht der Fahrzeuge ist abhängig vom Karosserieaufbau. Bekannt sind Limousine, Coupé, Cabriolet, Roadster und Tourenwagen. Der Neupreis betrug 1929 im Deutschen Reich 7800 Reichsmark.
1930 oder 1931 erschien die Variante Type 40 A. Die vergrößerte Bohrung von 72 mm ergibt 1629 cm³ Hubraum. Die Quellen nennen sowohl 50 PS als auch 60 PS. Genannt wird nur das lange Fahrgestell mit 2710 mm Radstand. Die Spurweite beträgt je nach Quelle 1200 mm oder 1250 mm. Die Fahrzeuge sind 3480 mm lang und 1400 mm breit. Es entstanden nur wenige Limousinen, dafür mehr offene Fahrzeuge. 125 km/h sind angegeben.
1931 wurde das Modell ohne Nachfolger in seiner Hubraumklasse eingestellt.

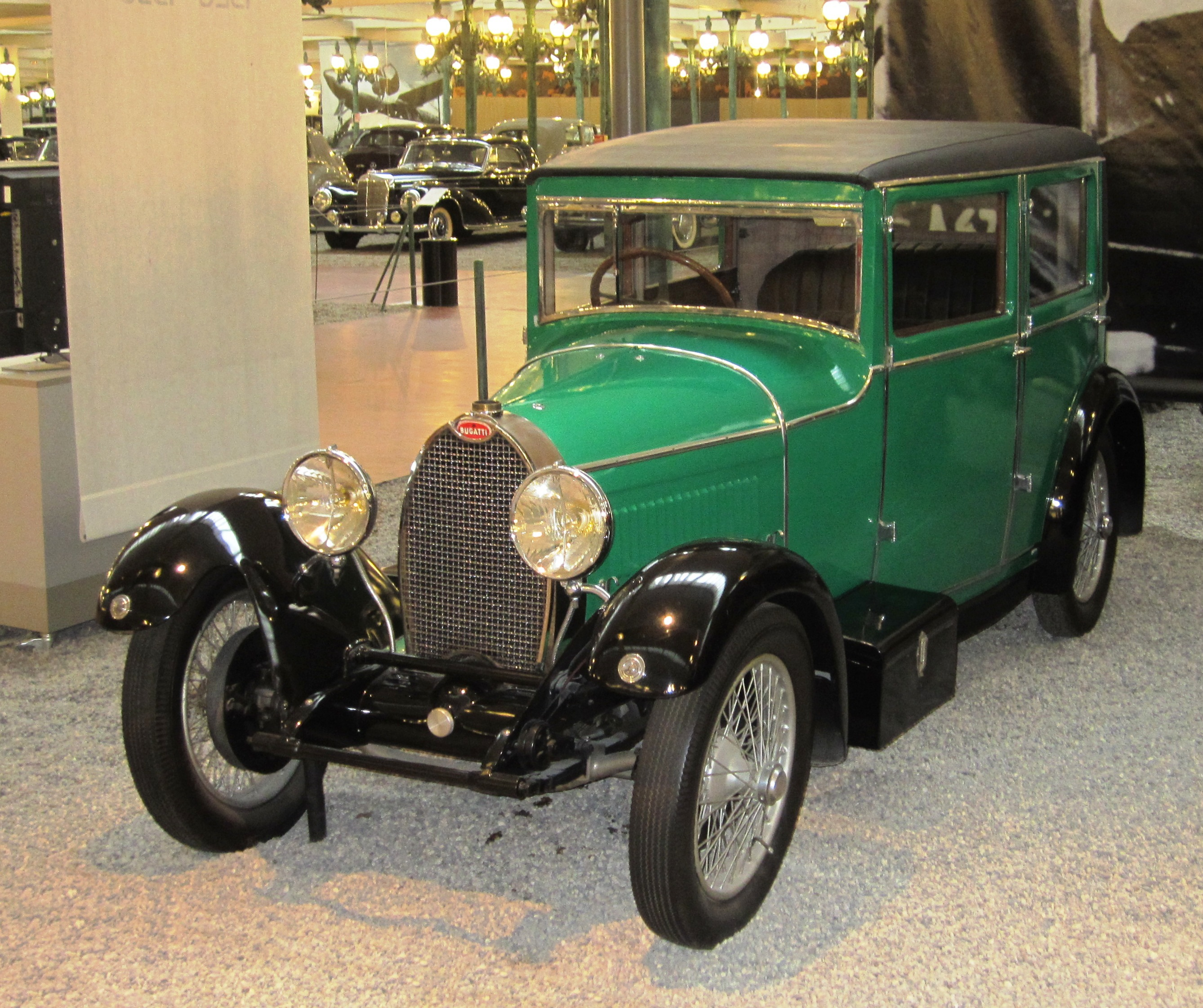
als Limousine
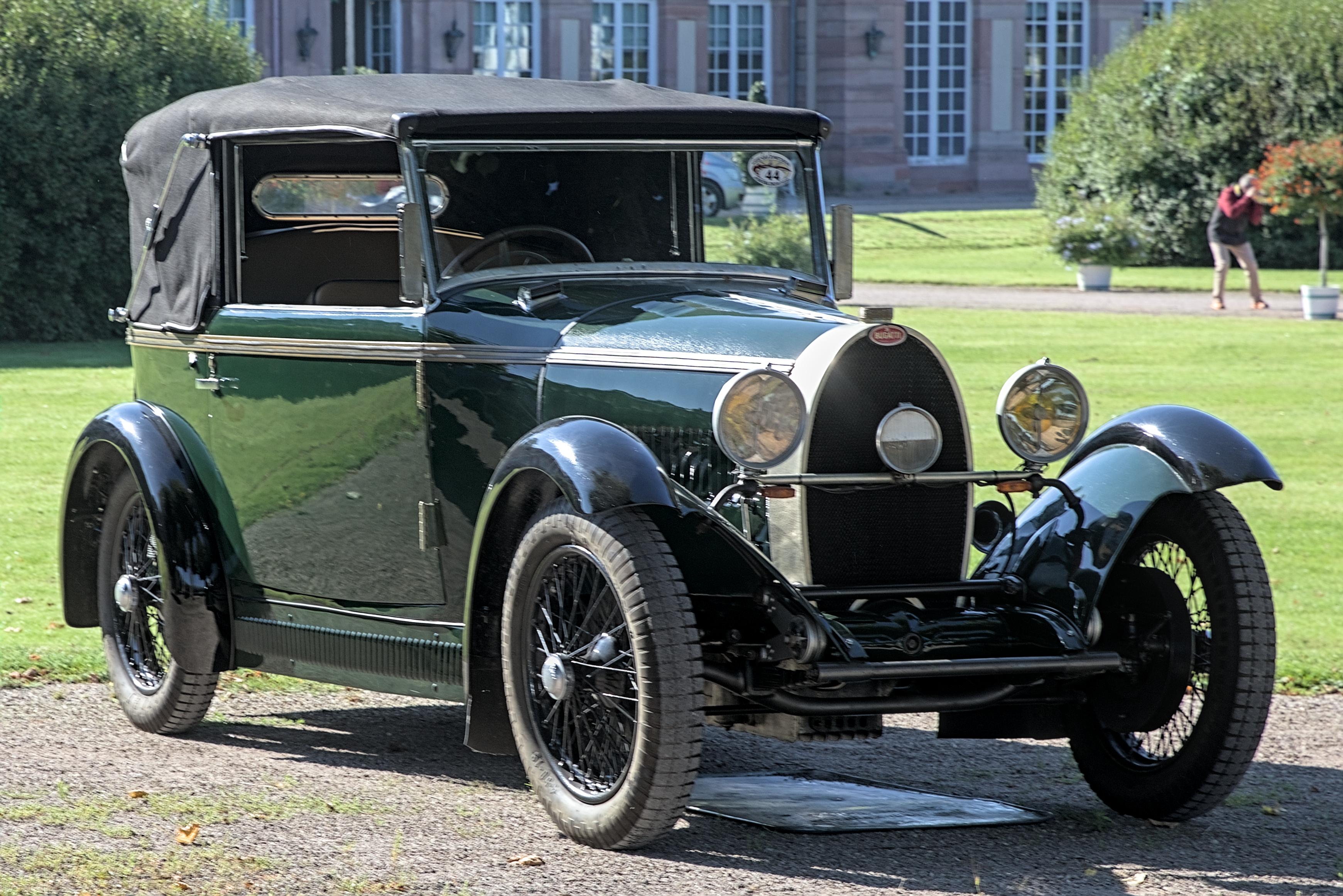
als Cabriolet
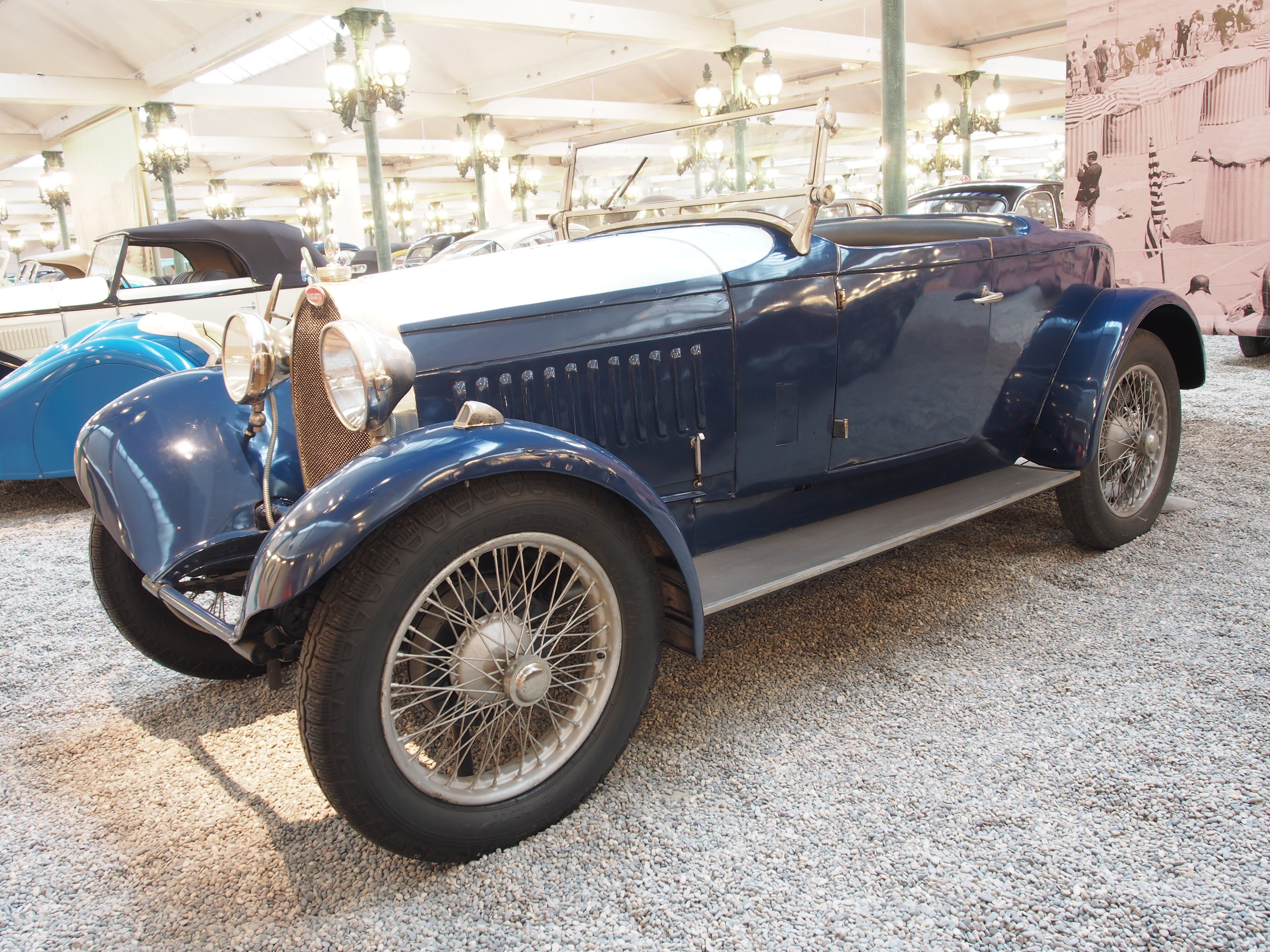
als Roadster
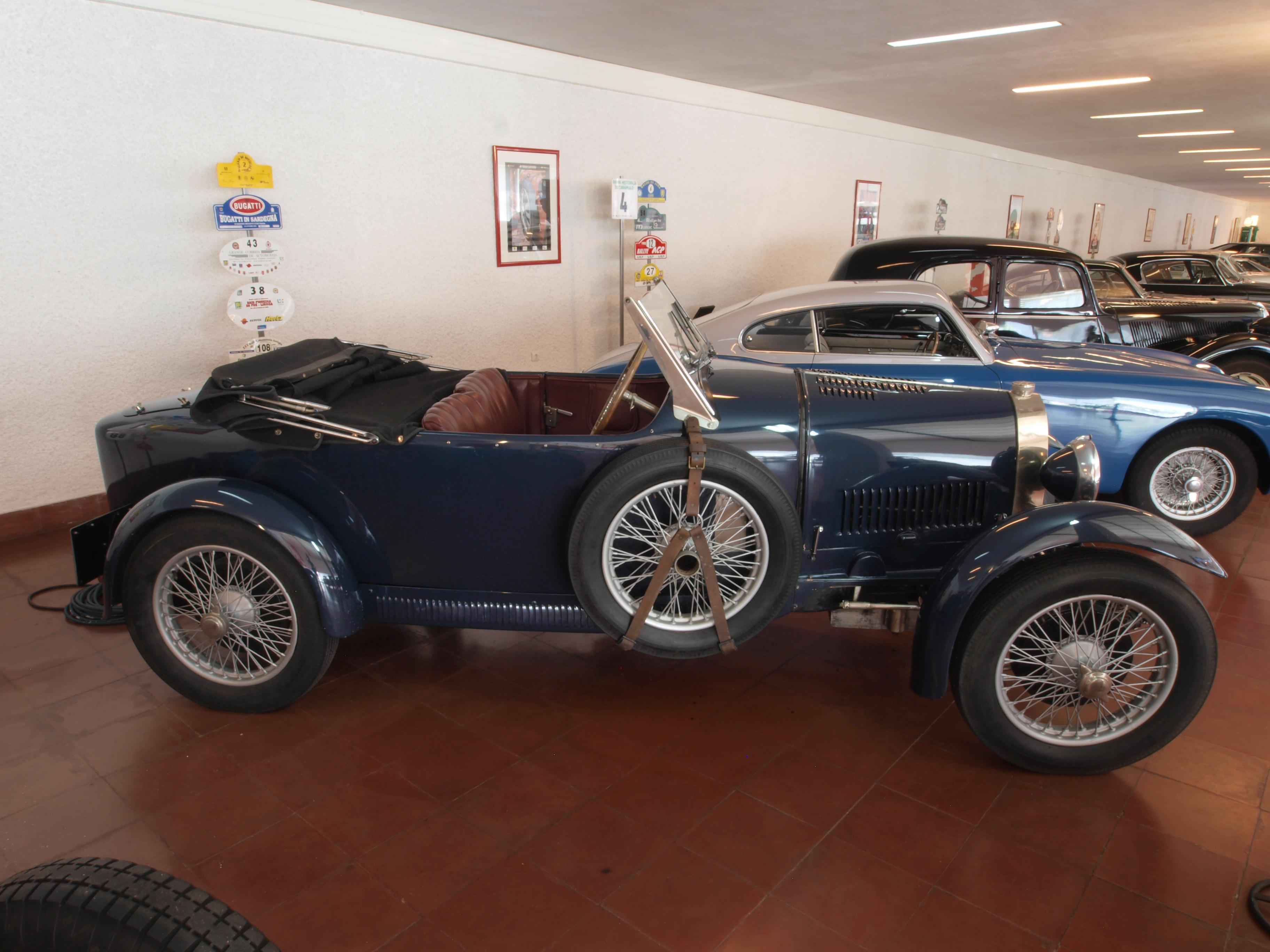
als Tourenwagen

## Stückzahlen
Eine Quelle nennt 765 Stück vom Type 40 plus 35 Type 40 A, in der Summe 800 Fahrzeuge. Eine zweite Quelle gibt etwa 860 normale plus 40 Type 40 A an, insgesamt also etwa 900 Fahrzeuge. Eine dritte Quelle nennt als Summe 830 Fahrzeuge.
171 Fahrzeuge sind erhalten geblieben.

## Sahara-Durchquerung

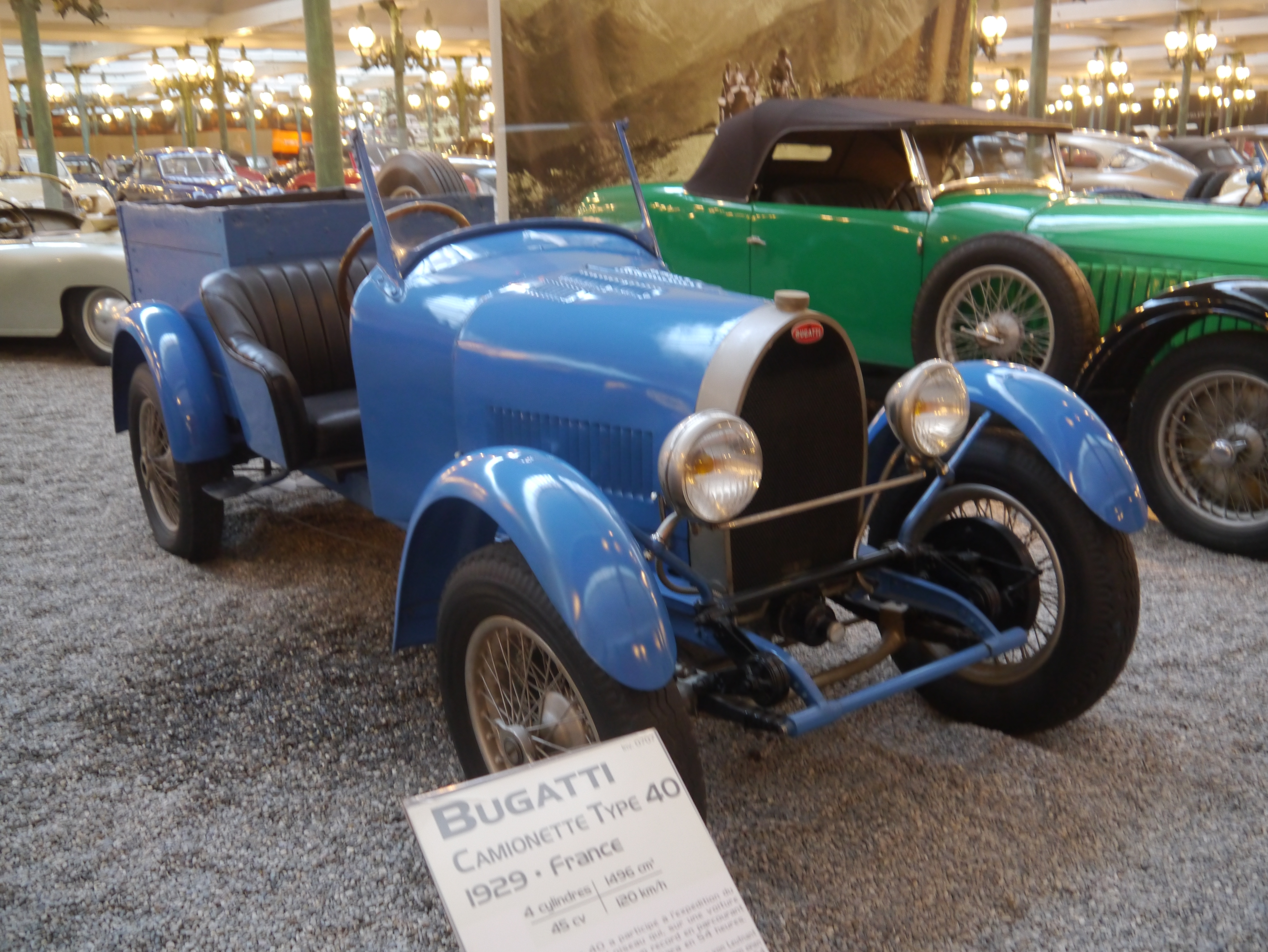
Der Kastenwagen der Sahara-Durchquerung

Frédéric Loiseau schloss einen Vertrag mit Ettore Bugatti, erhielt fünf Fahrgestelle vom Type 40 und montierte darauf offene zweisitzige Karosserien mit Kasten im Heck. Damit durchquerten er und sein Team die Sahara. Eines dieser Fahrzeuge ist erhalten geblieben und in der Cité de l’Automobile in Mülhausen ausgestellt.